# Вулф, Челси
Че́лси Джой Вулф (англ. Chelsea Joy Wolfe) — американская певица, автор песен.

## Биография
Выросшая на севере Калифорнии в семье кантри-музыканта, Челси Вулф делала свои первые записи в домашней студии отца, когда ей было девять лет. Долгое время это занятие оставалось увлечением и она не собиралась становиться музыкантом. И всё же по настоянию друзей 21-летняя Вулф записала альбом Mistake in Parting, но осталась недовольна им и позднее вычеркнула из официальной дискографии.
После перерыва, длившегося несколько лет, в 2010 году вышел её альбом The Grime and the Glow, записанный на переносном восьмидорожечном магнитофоне. В том же году появился проект Wild Eyes — дуэт Вулф и гитариста Бена Чисхолма, с которым она постоянно сотрудничает; под этой вывеской они записали лишь несколько треков. Внимание прессы было привлечено к певице, когда одну из песен с дебютного альбома — «Moses» — художник Ричард Филлипс выбрал в качестве звуковой дорожки к своей короткометражной зарисовке «Саша Грей», показанной на Венецианской биеннале в 2011 году. Вулф к тому времени переехала в Лос-Анджелес и в профессиональной студии записала вторую пластинку Apokalypsis. Для первых двух альбомов Вулф, изданных лейблом Pendu Sound, характерно шумовое звучание, приглушавшее вокал, и с ним контрастировала её следующая работа — акустический диск Unknown Rooms 2012 года. Он был выпущен звукозаписывающей компанией Sargent House.
Помимо собственных композиций Вулф записывает различные кавер-версии, среди которых «The Modern Age» для трибьюта группе The Strokes, организованного блогом Stereogum, а также песни Burzum и Ника Кейва («I Let Love In»). В январе 2013 года она выпустила миньон Prayer for the Unborn, на котором были исполнены песни британских анархо-панков Rudimentary Peni.
В 2013 году Вулф выпустила альбом Pain Is Beauty. В тои же году она записала вокал для заглавного трека альбома Russian Circles Memorial, а конец года музыканты провели в совместном туре. Гитарист Russian Circles Майк Салливан участвовал в записи следующего альбома Abyss (2015).
Вышедший в 2017 году альбом Hiss Spun, записанный в студии музыканта Converge Курта Баллоу при участии гитариста Троя ван Леувена, стал самым «тяжёлым» по звучанию, стилистически приблизившись к сладж-металу.
В 2022 году Вулф с Чисхолмом и Тайлером Бейтсом записала саундтрек для фильма ужасов A24 «X». В 2023 году Вулф покинула Sargent House и подписалась на Loma Vista Recordings. В феврале 2024 года на нём вышел очередной альбом She Reaches Out to She Reaches Out to She, спродюсированный Дэвидом Ситеком (TV on the Radio). Рецензируя его для The New Yorker, Ханиф Абдурракиб отмечает, как разреженный саунд выводит на передний план вокал Вулф, наглядно демонстрируя её жанровый диапазон.

## Дискография

### Студийные альбомы
- The Grime and the Glow (2010, Pendu Sound)
- Apokalypsis (2011, Pendu Sound)
- Unknown Rooms: A Collection of Acoustic Songs (2012, Sargent House)
- Pain Is Beauty (2013, Sargent House)
- Abyss (2015, Sargent House)
- Hiss Spun (2017, Sargent House)
- Birth of Violence (2019, Sargent House)
- She Reaches Out to She Reaches Out to She (2024, Loma Vista)

### Концертные альбомы
- Live at Roadburn (2012, Roadburn Records)[17]

### Синглы и EP
- «Advice & Vices» digital single (2010, Pendu Sound Recordings)
- Prayer for the Unborn EP (2013, Southern Records)
- Sing Songs Together… split 7" single with King Dude (2013, Sargent House)
- Sing More Songs Together… split 7" single with King Dude (2014, Not Just Religious Music)
- Chelsea Wolfe Folkadelphia Session 5/31/2014 digital EP (2014, Folkadelphia)
- «Iron Moon» digital single (2015, Sargent House)
- «Carrion Flowers» digital single (2015, Sargent House)
- «After the Fall» digital single (2015, Sargent House)
- «Hypnos» 7" single (2016, Sargent House)
- «16 Psyche» digital single (2017, Sargent House)
- «Vex» digital single (2017, Sargent House)
- «Offering» digital single (2017, Sargent House)
- «The Culling» digital single (2017, Sargent House)
- «Be All Things» digital single (2019, Sargent House)
- «The Mother Road» digital single (2019, Sargent House)
- «American Darkness» digital single (2019, Sargent House)
- «Deranged For Rock & Roll» digital single (2019, Sargent House)
- «Woodstock / Green Altar» (2021, Sargent House)
- «Dusk» (2023, Loma Vista)
- «Whispers in the Echo Chamber» (2023, Loma Vista)
- «Tunnel Lights» (2023, Loma Vista)
- «Everything Turns Blue» (2024, Loma Vista)
- Unbound EP (2024)

### Прочее
- Mistake in Parting (2006, самиздат)
- Prayer for the Unborn EP (2013, Southern Records)
- Sing Songs Together… (2013, Sargent House) — сплит-сингл с King Dude[18]
- Bloodmoon: I (2021) — совместный альбом с группой Converge

## Видеоклипы
| Год  | Видеоклип                  | Режиссёр                  |
| ---- | -------------------------- | ------------------------- |
| 2009 | «Gold»                     | Брендон Шиллинг           |
| 2009 | «The Whys»                 | Джейсон Руди              |
| 2011 | «Mer»                      | Зев Динс                  |
| 2011 | «Sunstorm»                 | Шон Стаут                 |
| 2013 | «Flatlands»                | Чарлин Багкал             |
| 2014 | «Feral Love»               | Марк Пеллингтон           |
| 2015 | «Carrion Flowers»          | Марк Пеллингтон           |
| 2017 | «16 Psyche»                | Зев Динс                  |
| 2017 | «Spun»                     | Челси Вулф                |
| 2018 | «The Culling»              | Bill Crisafi и Челси Вулф |
| 2019 | «American Darkness»        | Karlos Rene Ayala         |
| 2019 | «Be All Things»            | Ben Chisholm              |
| 2019 | «Deranged for Rock & Roll» | Gilbert Trejo             |
| 2020 | «Highway»                  |                           |

## Участники группы
Текущие
- Челси Вулф — вокал, гитара
- Бен Чисхольм — синтезатор, бас-гитара, фортепиано, электроника[19]
- Джесс Гоури — ударные[19]
- Брайан Тулао — соло-гитара[19]

Бывшие
- Фред Саблан — бас-гитара
- Трой Ван Левен — гитары[19]
- Дилан Фуджиока — ударные
- Кевин Доктер — соло-гитара
- Андреа Колдерон — скрипка
- Эзра Бушла — виолончель
- Дрю Уолкер — ударные
- Аддисон Куорлес — бас-гитара
- Ариэль Зейтлер — соло-гитара (на концертах)
- Майк Салливан — гитара